# Juan García Oliver
Juan García Oliver (ur. 1901, zm. 1980) – hiszpański rewolucjonista.
W 1922 był jednym z założycieli Los Solidarios, grupy anarchosyndykalistycznej. Od 1926 do 1931 przebywał poza krajem. W 1933 wstąpił do Iberyjskiej Federacji Anarchistycznej (FAI). Brał udział w zbrojnych walkach przeciw republikańskim władzom. W trakcie wojny domowej został jednym z głównych dowódców milicji ludowej w Katalonii. Od 1936 do 1937 sprawował urząd ministra sprawiedliwości. W 1939 udał się na emigrację.